# Морру-де-Арейя (заповідник)

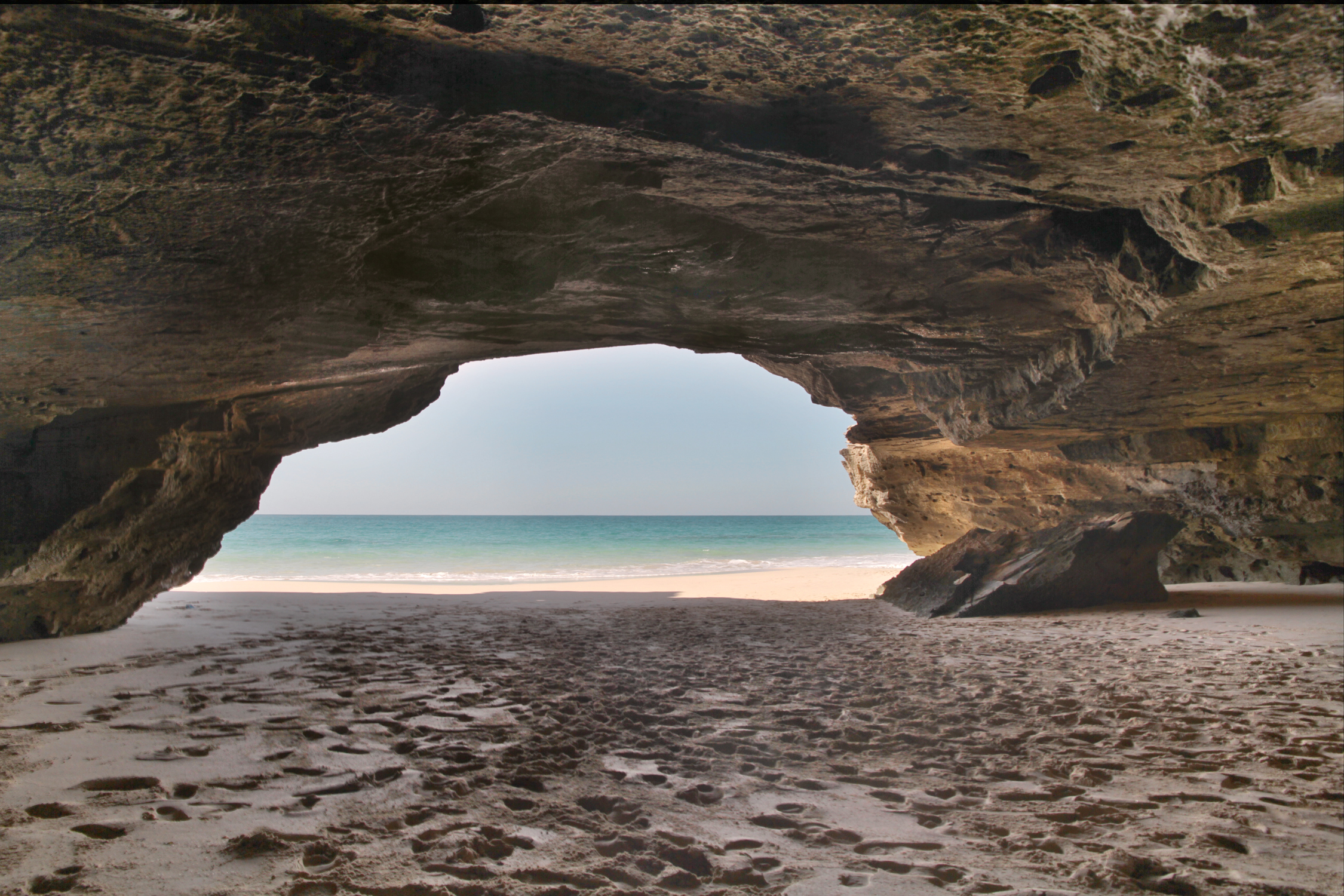
Печера Бракона поблизу Прая-да-Варандінья

Заповідник Морру-де-Арейя (порт. Reserva Natural do Morro de Areia) — природний заповідник, що охоплює південно-західний берег острова Боа-Вішта в Кабо-Верде. Свою назву отримав від однойменного пагорба висотою 167 м. Заповідник займає 21,31 км2 площі суші, і простягається вздовж узбережжя від Прайя-де-Шавеш на півночі до Прайя-де-Санта-Моніка на півдні. До складу заповідника входить морська охоронна зона завширшки 300 м і площею 4,36 км2 .

## Фауна
Заповідник створений з метою захисту піщаної динаміки дюн, а також ендемічних видів дикої природи, включаючи червонодзьобих фаетонів, скоп, черепах, акул-няньок та численних безхребетних.